# کریدور شام

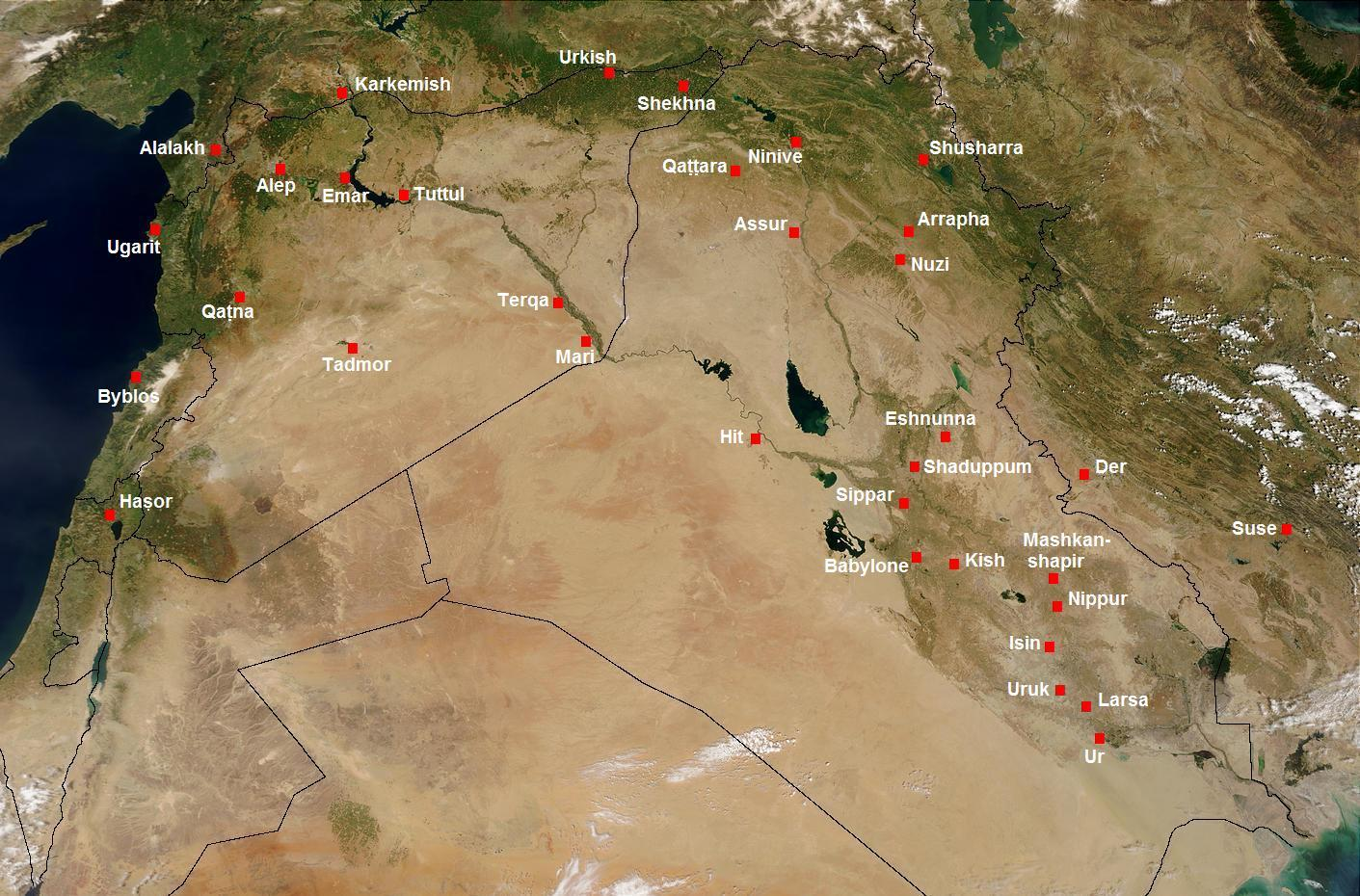
هلال حاصل‌خیز؛ کریدور شام در مجاورت دریا قرار دارد

دالان شام یا کریدور شام به نوار نسبتاً باریکی گفته می‌شود که بین دریای مدیترانه و بیابان‌های خاور نزدیک قرار دارد و قارهٔ آفریقا را به اوراسیا متصل می‌کند. این کریدور در طول تاریخ راه مهاجرت بسیاری از حیوانات و انسان‌ها بین آفریقا و اوراسیا بوده‌است. به‌ویژه باور بر این است که گسترش انسان از آفریقا به قاره‌های دیگر زمین از طریق این کریدور صورت گرفته است. نام این کریدور از سرزمین شام گرفته شده است.
نخستین نمونهٔ یکجانشینی انسان، یعنی فرهنگ ناتوفی در کریدور شام قرار دارد. در جریان انقلاب نوسنگی کریدور شام صحنهٔ پیدایش نخستین روستاها و شهرهای مسکونی بشری بود. باستان‌شناسان معمولاً جزیرهٔ قبرس را نیز جزئی از کریدور شام به شمار می‌آورند.